# Amphidasya umbrosa
Amphidasya umbrosa là một loài thực vật có hoa trong họ Thiến thảo. Loài này được (Wernham) Standl. mô tả khoa học đầu tiên năm 1936.